# Бяла (притока Вісли)
Бя́ла (пол. Biała) — річка в південній Польщі. Права притока Вісли, (басейн Балтійського моря).

## Опис
Довжина річки 28,6 км, найкоротша відстань між витоком і гирлом — 23,60 км, коефіцієнт звивистості річки — 1,22 , площа басейну водозбору 139  км². Формується притоками, багатьма безіменними струмками та частково каналізована.

## Розташування
Бере початок між селами Бучковіце та Межна. Спочатку тече переважно на північний схід, потім на північний захід через Чеховіце-Дзедзіце і на північно-західній стороні від міста впадає у річку Віслу.
Населені пункти вздовж берегової смуги: Бистра, Бєльсько-Бяла, Бестівна, Канюв.

## Притоки
- Бявка, Сверківка, Вільшівка (ліві); Страцинка, Кромпарек (праві).

## Цікаві факти
- Річка протікає у межах Сілезьких Бескидів.
- У місті Бєльсько-Бяла річку перетинає залізниця. На правому березі річки на відстані приблизно 442 м розташована залізнична станція Бєльсько-Бяла Ліпнік.

## Галерея

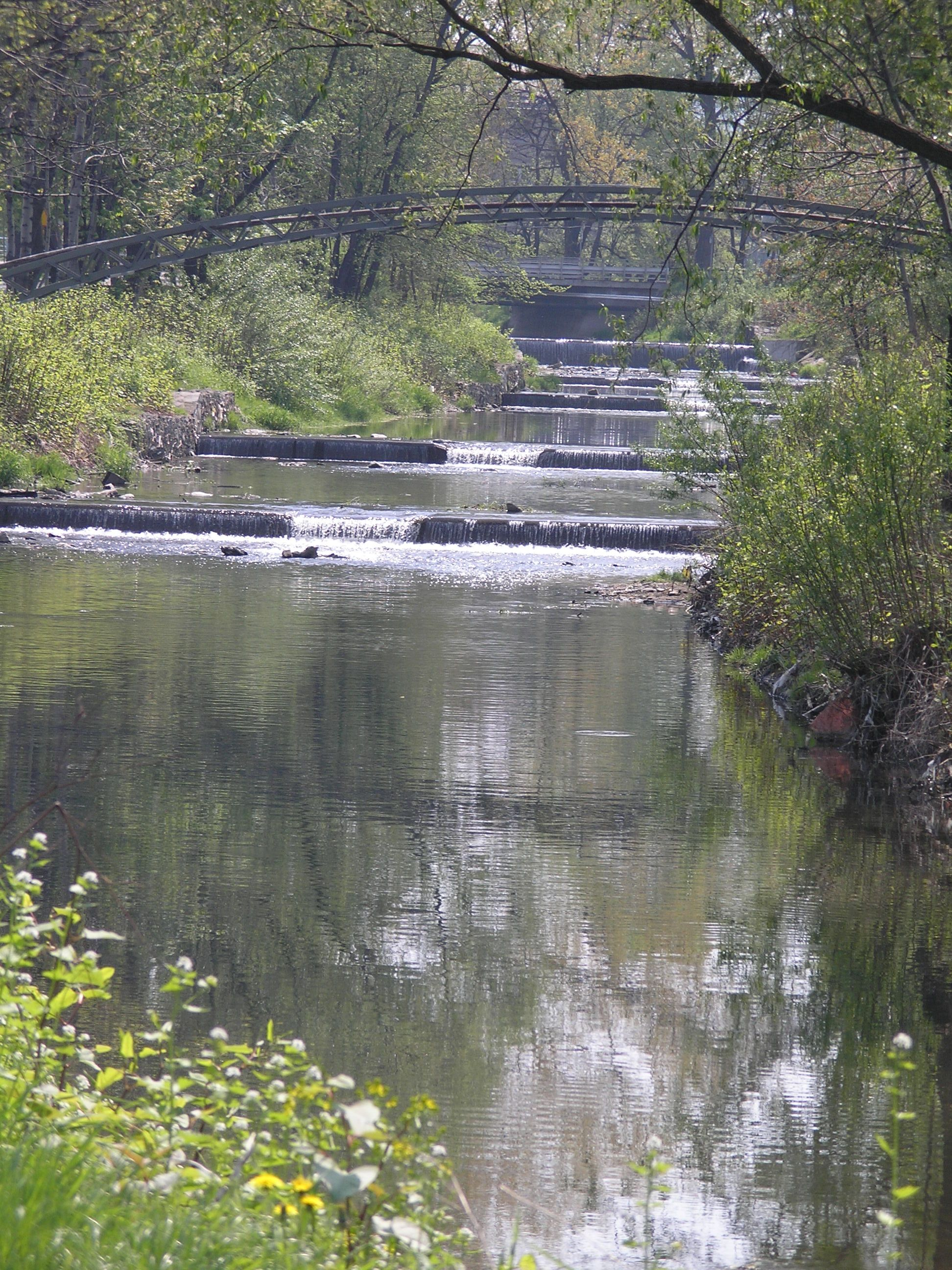
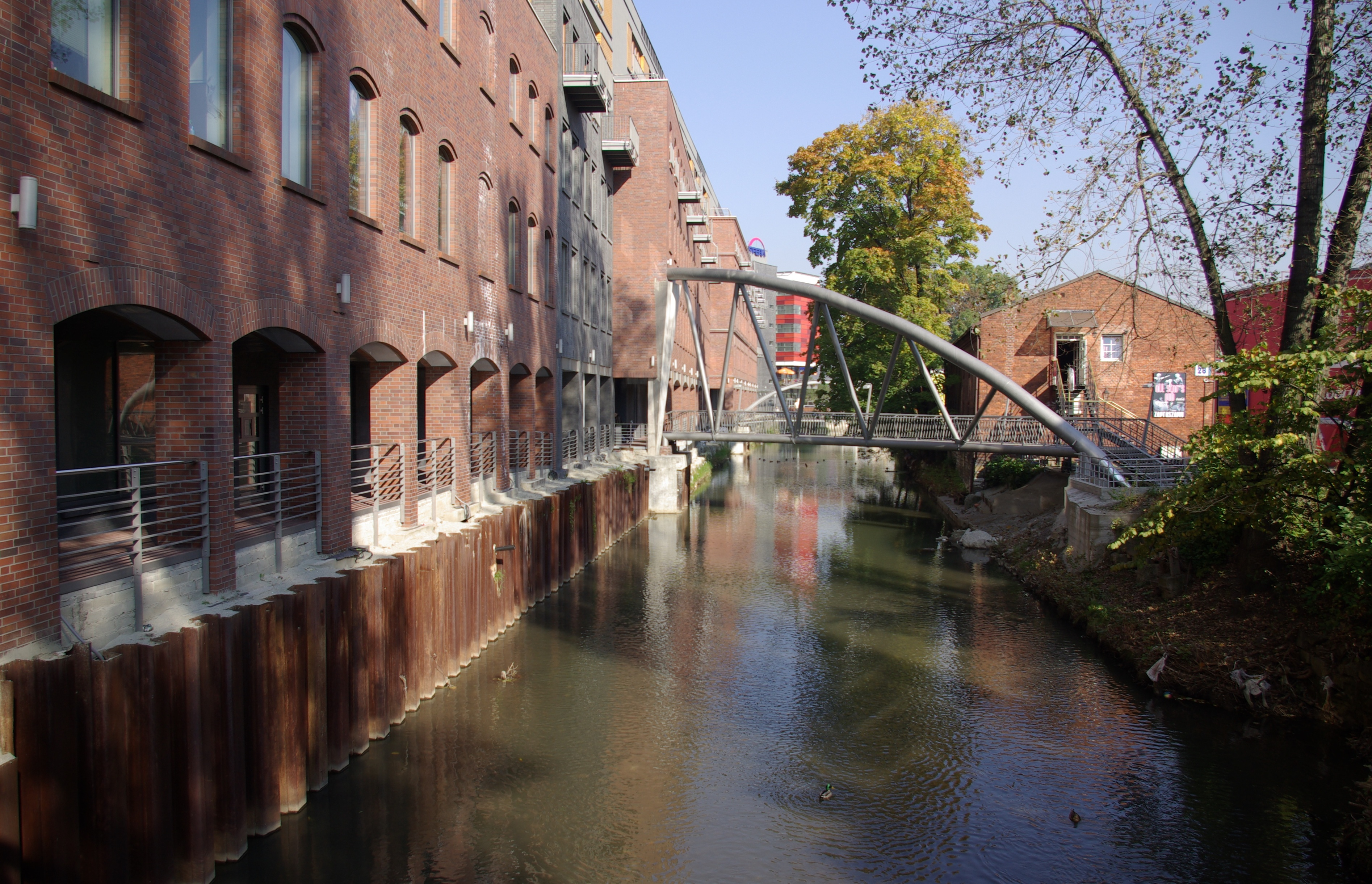
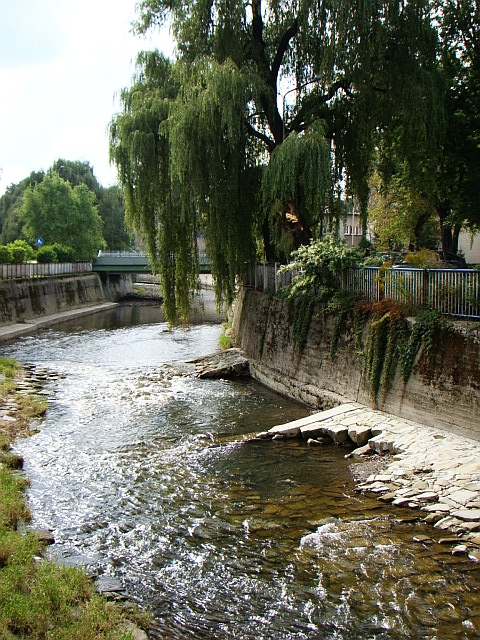
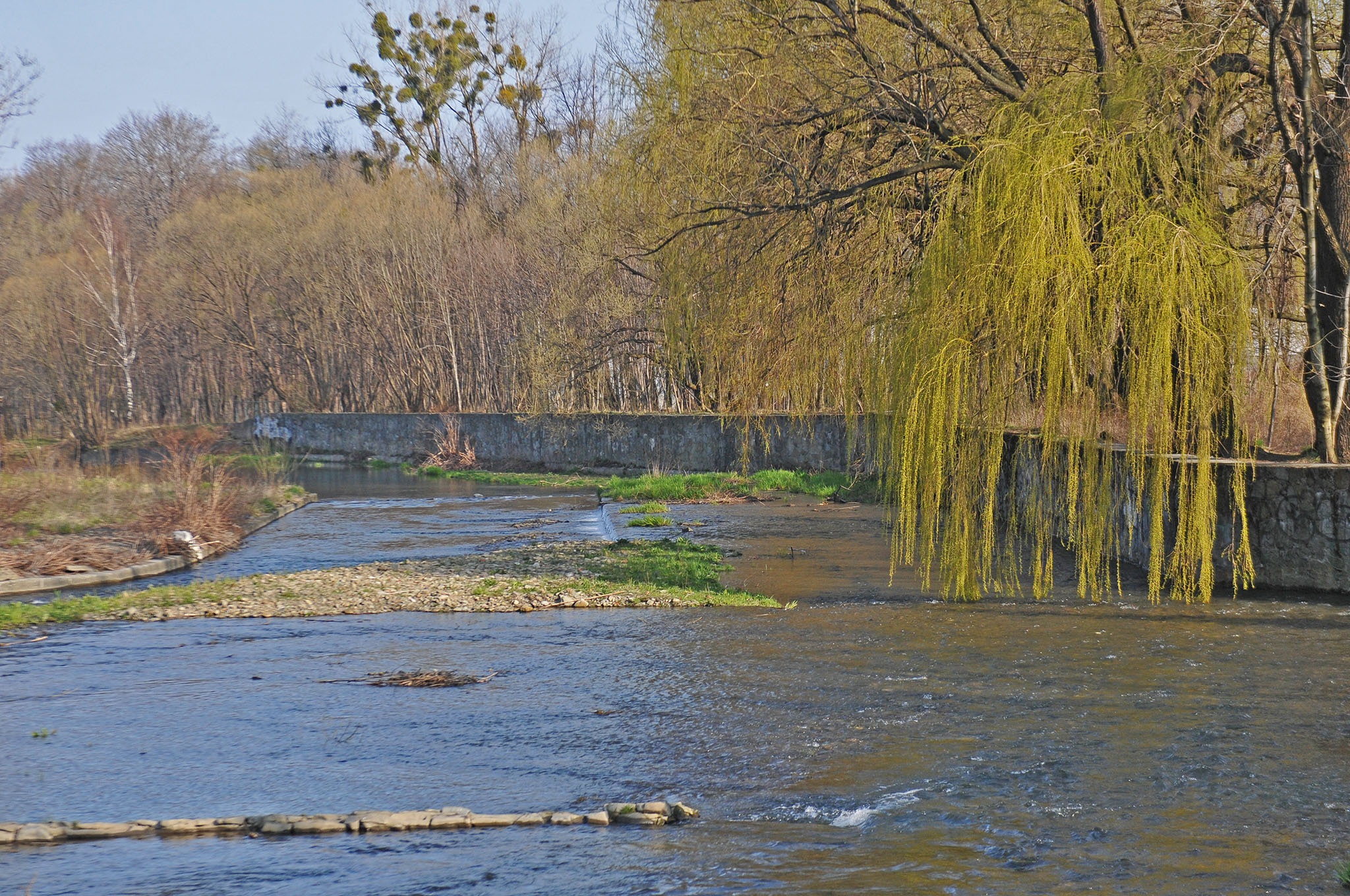
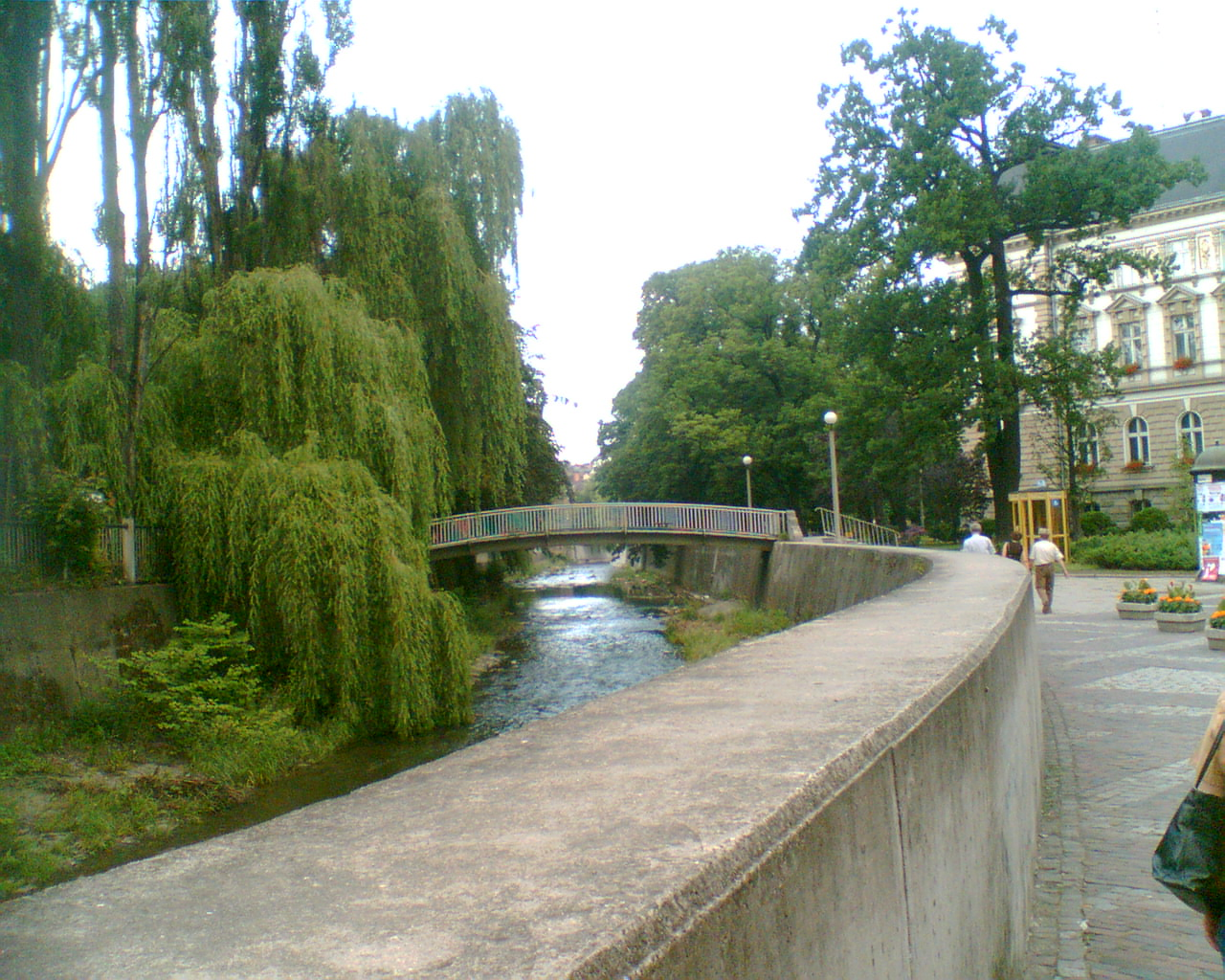